# Хектор Камачо
Хектор Луис Камачо (на испански: Hector Luis Camacho) е професионален боксьор от Пуерто Рико, състезаващ се в най-леките категории.
Той е световен шампион:
- във версия WBC, категория супер перо (7 август 1983 – 18 ноември 1983);
- във версия WBC, лека категория (10 август 1985 – 26 септември 1986);
- във версия WBO, супер лека категория (6 март 1989 – 23 февруари 1991).

Боксьорът умира на 24 ноември 2012 г., след като е тежко ранен с куршум в главата през нощта при престрелка между коли в Пуерто Рико. Шофьорът на Камачо също загива в престрелката.